# ماریا آنزرسدورف
ماریا آنزرسدورف (به آلمانی: Maria Enzersdorf) یک منطقهٔ مسکونی در اتریش است که در ناحیه مودلینگ واقع شده‌است. ماریا آنزرسدورف ۸٬۶۰۵ نفر جمعیت دارد.